# Antarctoscyphus grandis
Antarctoscyphus grandis is een hydroïdpoliep uit de familie Sertulariidae. De poliep komt uit het geslacht Antarctoscyphus. Antarctoscyphus grandis werd in 1977 voor het eerst wetenschappelijk beschreven door Blanco. 